# Diogo Luís de Oliveira
Diogo Luís de Oliveira, conde de Miranda, foi um militar e administrador colonial português que se notabilizou como governador da Capitania da Bahia durante o período de dominação espanhola. Foi governador-geral do Brasil de 1626 a 1635.